# Danny Simpson
Daniel Peter »Danny« Simpson, angleški nogometaš, * 4. januar 1987, Eccles, Greater Manchester, Anglija, Združeno kraljestvo.
Simpson je v svoji karieri igral tudi za Manchester United, Newcastle United in Leicester City.